# Sainte-Maure
Sainte-Maure ist eine französische Gemeinde mit 1.792 Einwohnern (Stand: 1. Januar 2022) im Département Aube in der Region Grand Est; sie gehört zum Arrondissement Troyes und zum Kanton Creney-près-Troyes (bis 2015: Kanton Troyes-2).

## Geographie
Sainte-Maure liegt etwa fünf Kilometer nördlich vom Stadtzentrum Troyes’ entfernt an der Melda. Umgeben wird Sainte-Maure von den Nachbargemeinden Saint-Benoît-sur-Seine im Norden und Nordwesten, Feuges im Norden und Nordosten, Vailly im Osten und Nordosten, Lavau im Süden und Südosten, La Chapelle-Saint-Luc im Süden und Südwesten, Barberey-Saint-Sulpice im Westen und Südwesten sowie Saint-Lyé im Westen.

## Bevölkerungsentwicklung
| Jahr                      | 1962 | 1968 | 1975 | 1982 | 1990 | 1999 | 2006 | 2013 |
| Einwohner                 | 665  | 706  | 1003 | 1178 | 1218 | 1211 | 1472 | 1465 |
| Quelle: Cassini und INSEE |      |      |      |      |      |      |      |      |

## Sehenswürdigkeiten

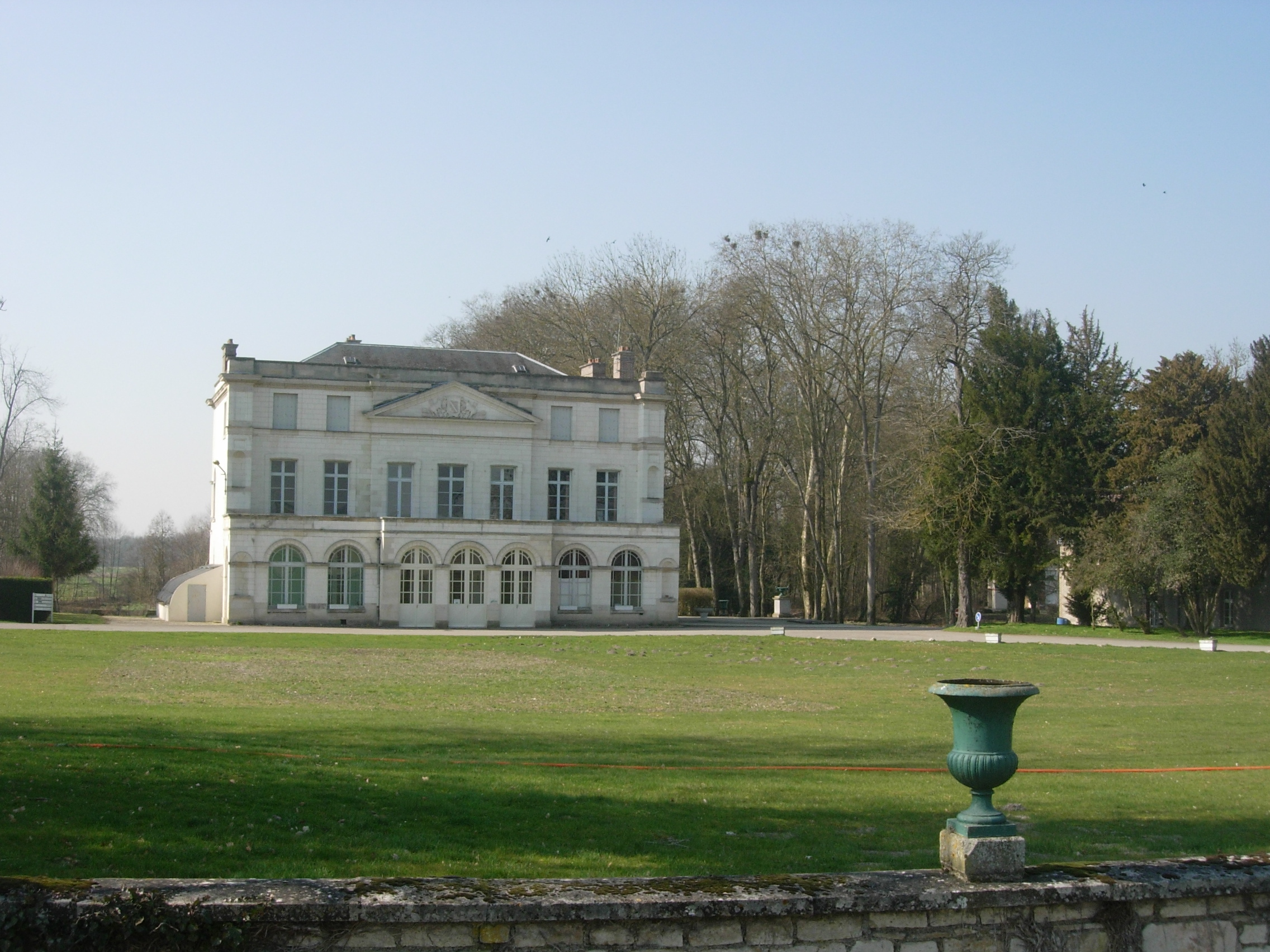
Kirche Sainte-Maure
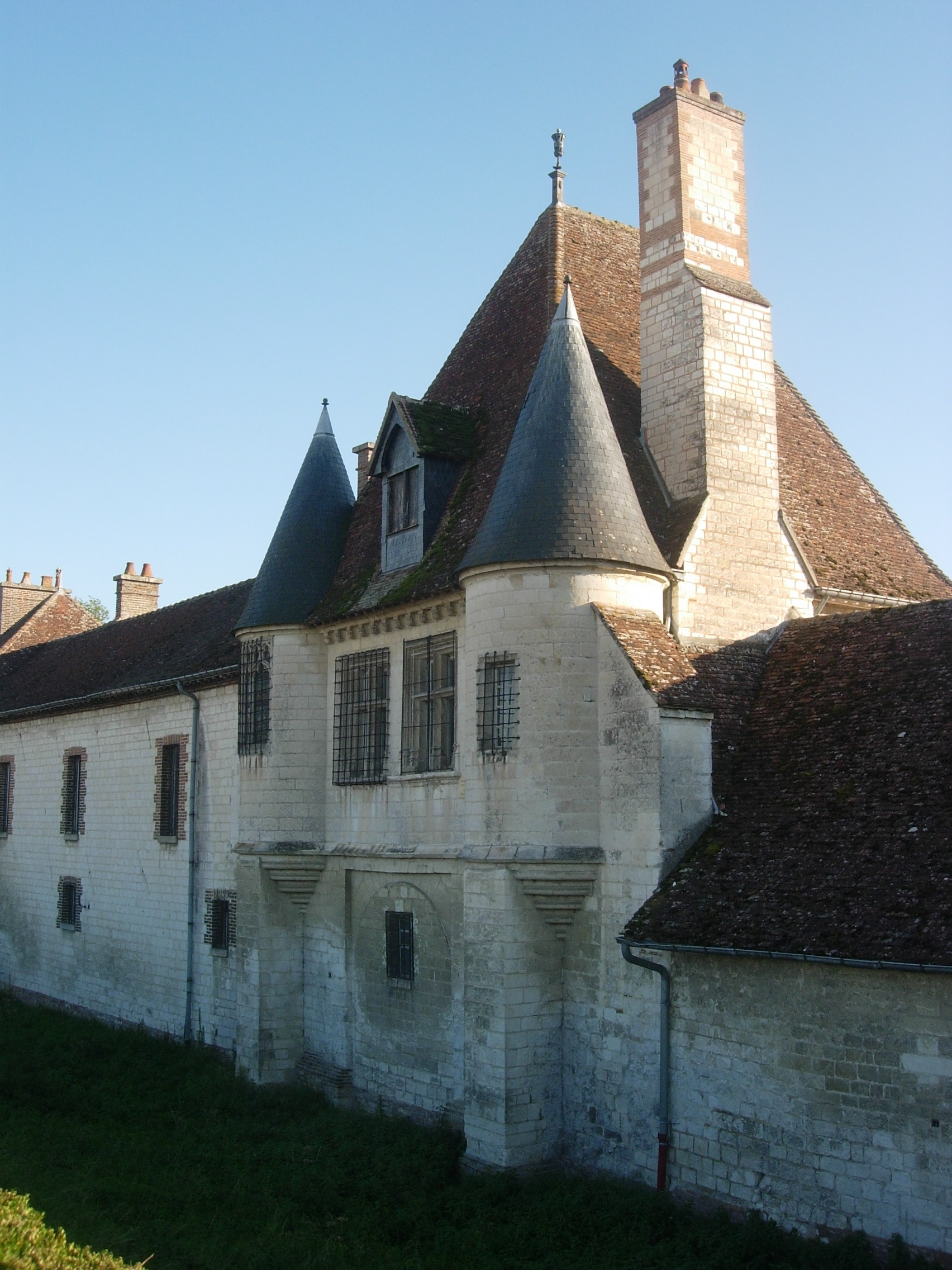
Schloss Sainte-Maure
- Schloss Vermoise

- Schloss Sainte-Maure
- Schloss Vermoise

## Persönlichkeiten
- Rémi Delatte (* 1956), Landwirt und Politiker (UMP)